# Alfred Edward Chalon
Alfred Edward Chalon (15. února 1780 Ženeva – 3. října 1860 Kensington, Londýn) byl švýcarsko-britský portrétista žijící v Londýně, kde také působil na dvoře královny Viktorie.

## Osobní život
Narodil se roku 1780 v Ženevě do rodiny profesora, který krátce poté získal pracovní místo na Královské vojenské akademii v Sandhurstu, ležící v hrabství Berkshire.
Stejně jako bratr John James Chalon (1778–1854) se stal malířem. V roce 1797 nastoupil na westminsterskou Královskou akademii umění, kde se připojil ke skupině akvarelistů pracujících s vodovými barvami. Roku 1812 byl zvolen spolupracovníkem Královské akademie a o čtyři roky později pak řádným akademickým vyučujícím.
Umělec portrétoval londýnskou vyšší společnost a od královny Viktorie získal zakázku, zachytit panovnici jako dárek pro její matku, princeznu Viktorii Sasko-Kobursko-Saalfeldskou. Motivem se stal první oficiální akt Viktorie, stojící v reprezentační róbě, ve Sněmovně lordů 17. července 1837. Následně získal postavení akvarelového portrétisty Jejího veličenstva a maloval celebrity tehdejší doby. Daný portrét byl zpracován rytcem Samuelem Cousinsem a rozdáván lidem v den Viktoriiny korunovace 28. června 1838. Od roku 1851 se pak oválný výřez královniny hlavy, tzv. Chalonova hlava, objevoval na britských poštovních známkách v koloniích.
Spolu s bratrem žili společně a ani jeden z nich se nikdy neoženil. Alfred Chalon zemřel roku 1860 v kensingtonském Campden Hillu.

## Galerie obrazů

Dívka čtoucí dopis
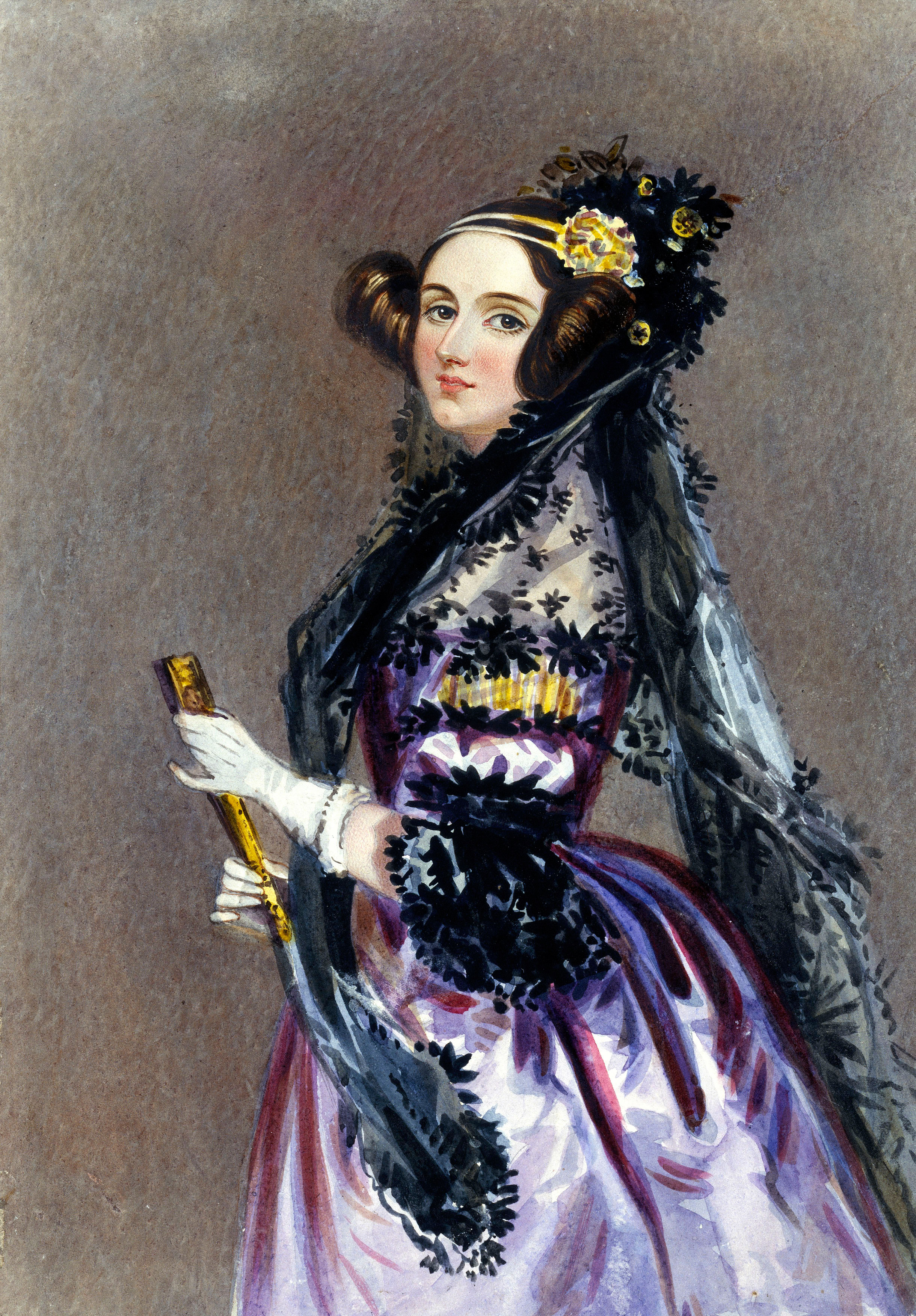
Ada Lovelace
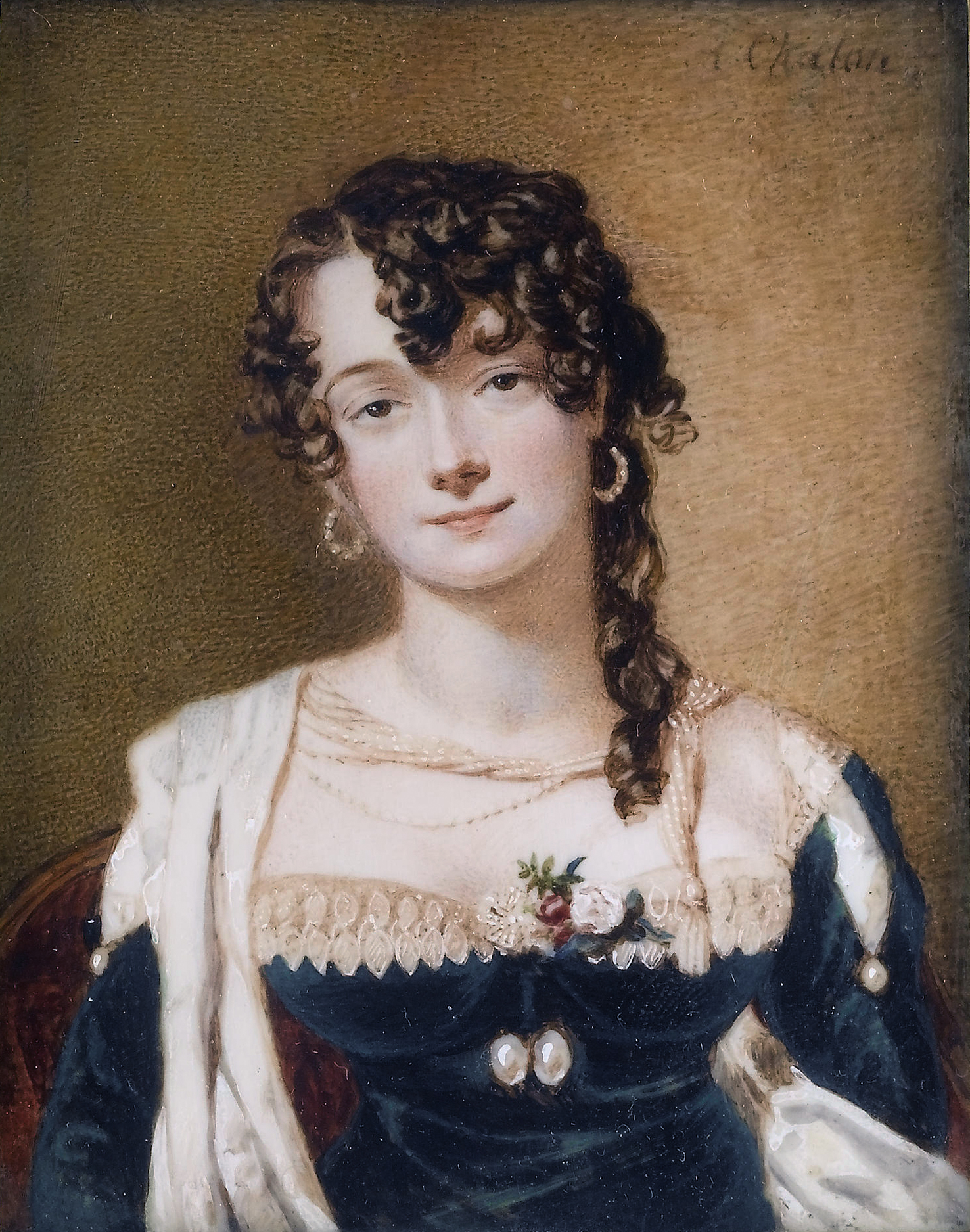
vikomtesa Frances Stuartová
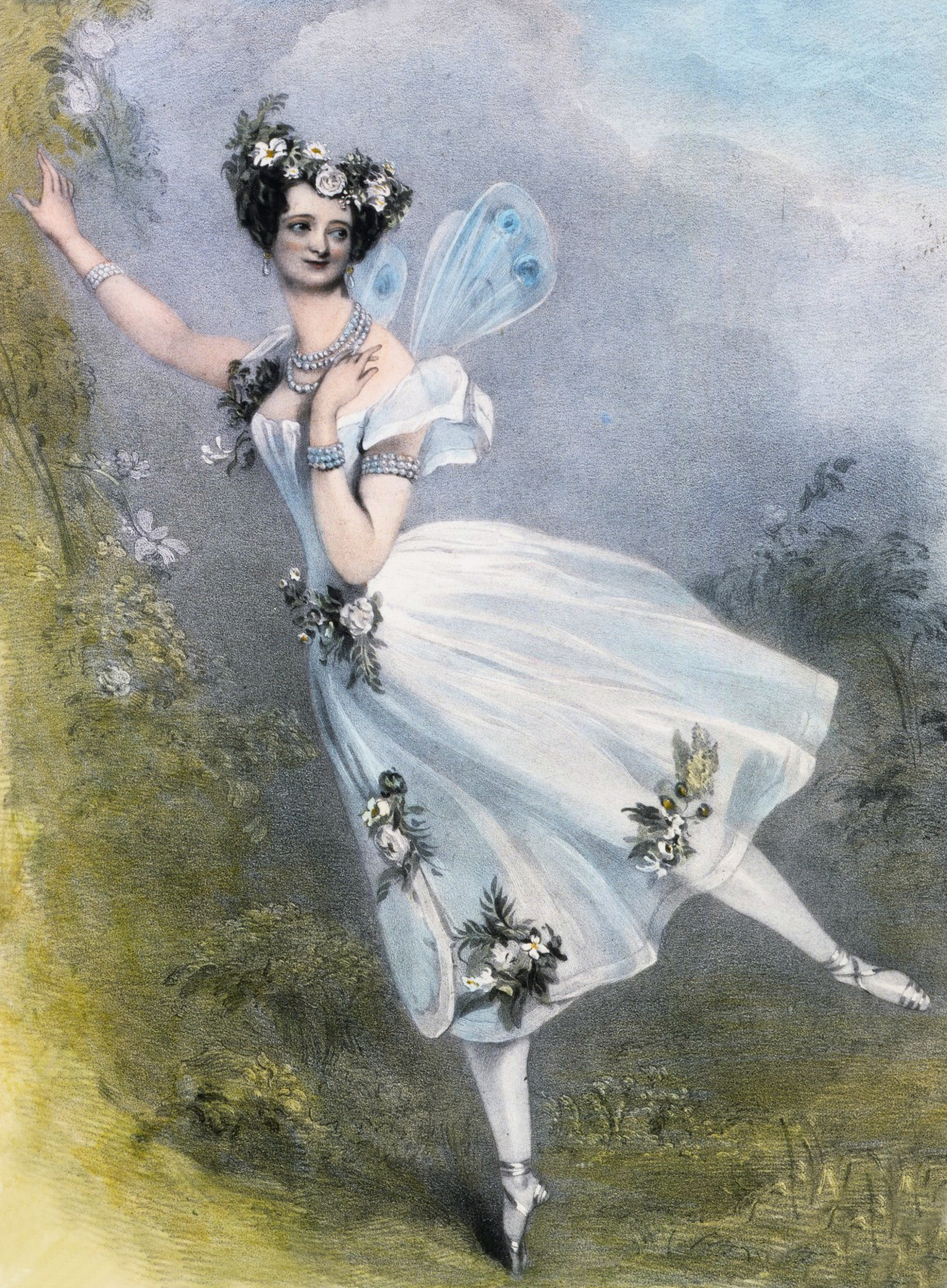
Marie Taglioniová
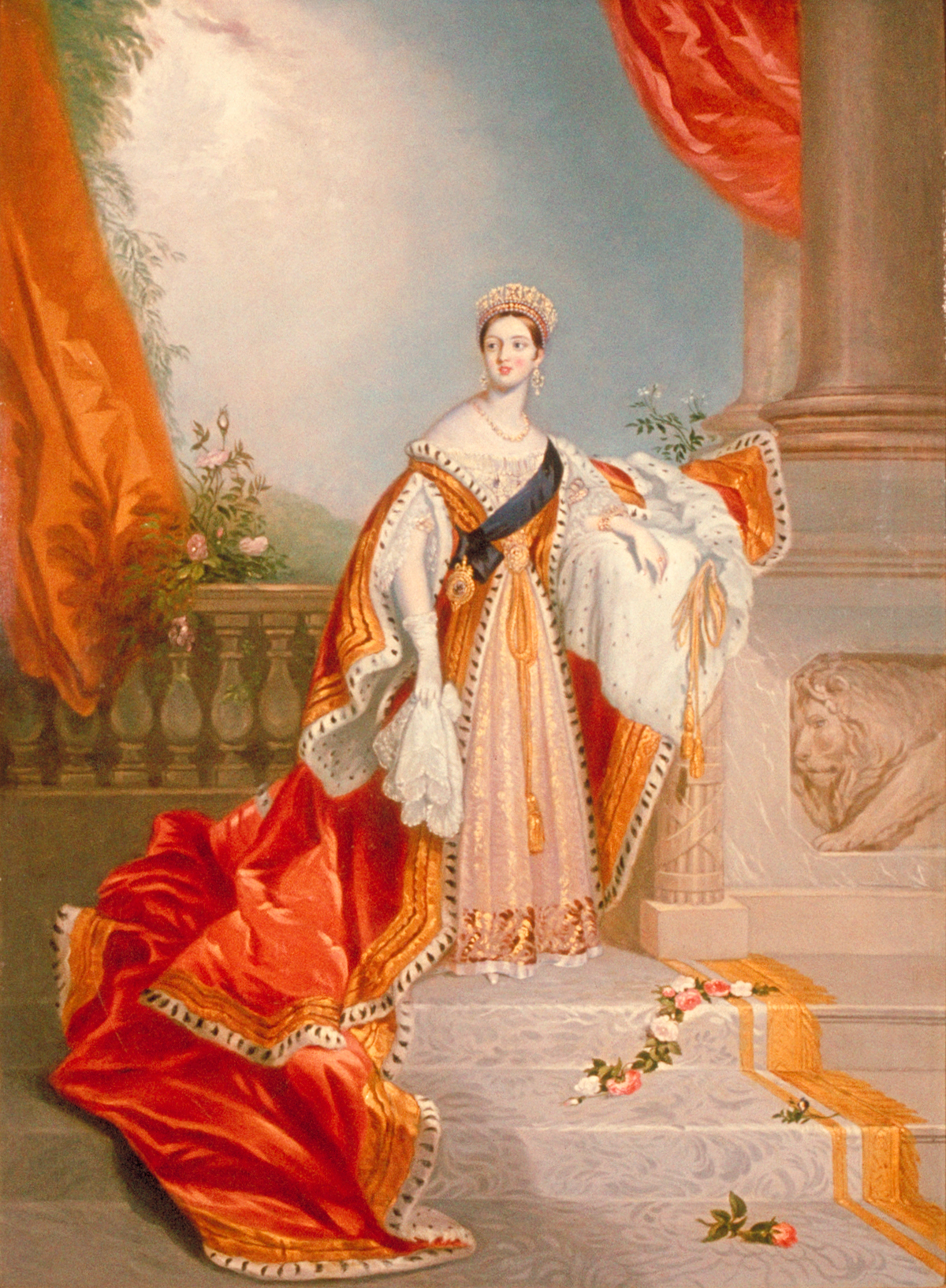
královna Viktorie (1837)
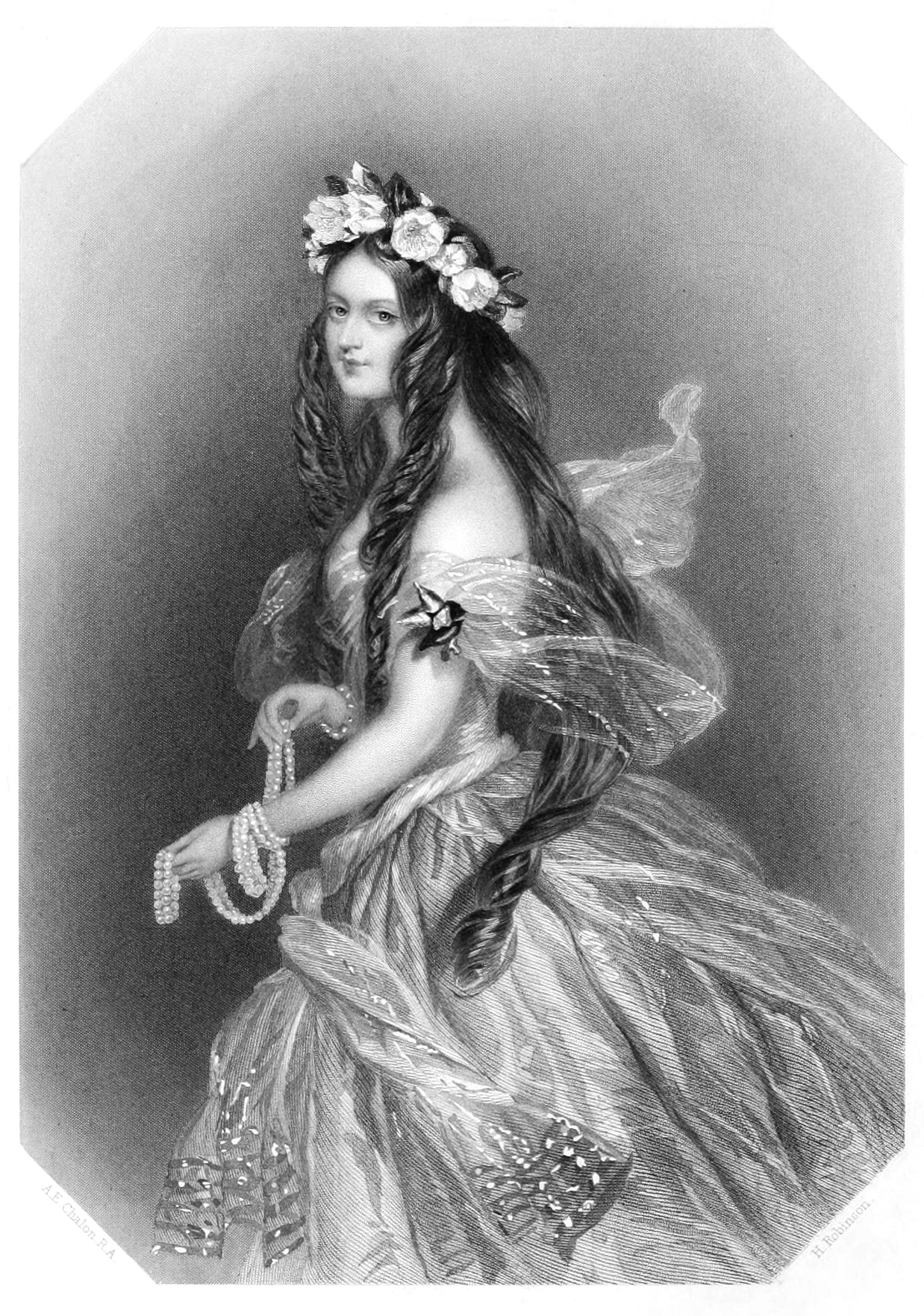
Clementina Villiersová jako Ondine